# Kunčina Ves
Obec Kunčina Ves (německy Kunzendorf) se nachází v okrese Blansko v Jihomoravském kraji. Žije zde 63 obyvatel.

## Poloha
Kunčina Ves se nachází jihozápadním směrem od města Boskovice a jižním směrem od města Kunštátu pod vrcholky Českomoravské vrchoviny. Obec se rozkládá v oblasti přírodního parku Lysicko, západním směrem od obce Lysice. Jihozápadním směrem se nad obcí zvedá vrchol Babylon (656 m n. m.), na jehož vrcholku je za hranicí obce rozhledna.

## Název
Přívlastek Kunčina byl odvozen od osobního jména Kunka, což byla domácká podoba jména Kunrát. Přivlastňovací přípona -in (místo dnes obvyklé -ův) se původně přidávala ke všem jménům zakončeným na -a, i když byla mužského rodu (Kunčina ves tedy znamená "Kunkova ves"). Od 17. století se používal jednoslovný tvar Kunčinoves, zkracovaný v 19. století i na Kunčinov. Roku 1924 došlo k návratu k nejstarší zaznamenané podobě.

### Turistické trasy
Kunčinou Vsí prochází červená a žlutá turistická značka a ve středu obce je výchozí bod zelené značky. Kromě turistických tras vede obcí značená trasa lokální cyklostezky. Zelená značka vede z obce kolem rozhledny na vrcholku Babylon a na rozcestí turistických tras v sousední obci Kozárov. Po červené značce se z obce vydáme západním směrem do obce Lysice a jižním směrem vede červená značka do městečka Lomnice. Výchozí bod žluté značky je v nedaleké obci Bedřichov a přes Kunčinu Ves žlutá pokračuje do městečka Černá Hora.

## Historie
První písemná zmínka o obci pochází z roku 1392.

## Pamětihodnosti
- kaple svatého Cyrila a Metoděje
- rozhledna Babylon

## Galerie

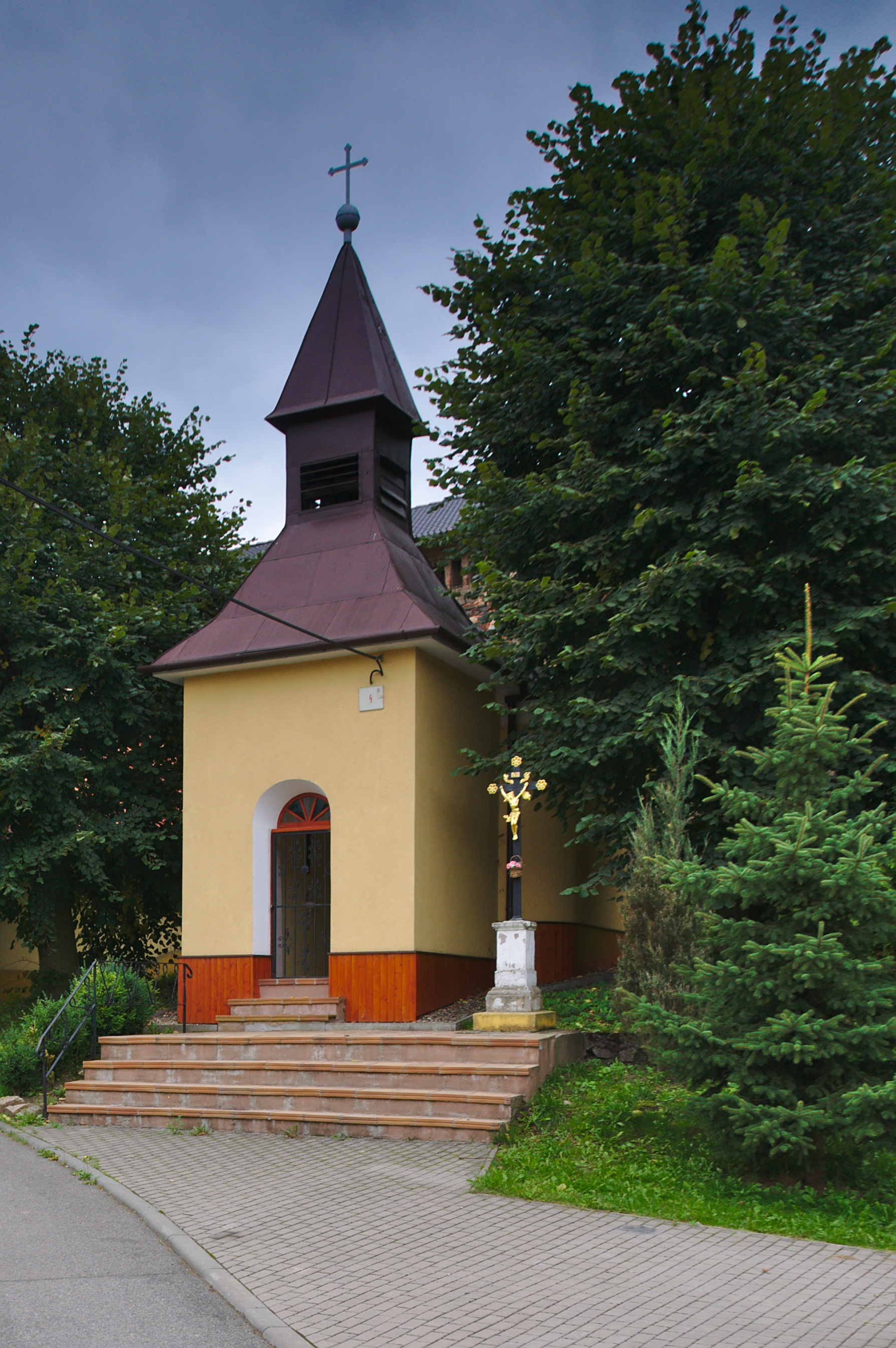
Kaple svatého Cyrila a Metoděje
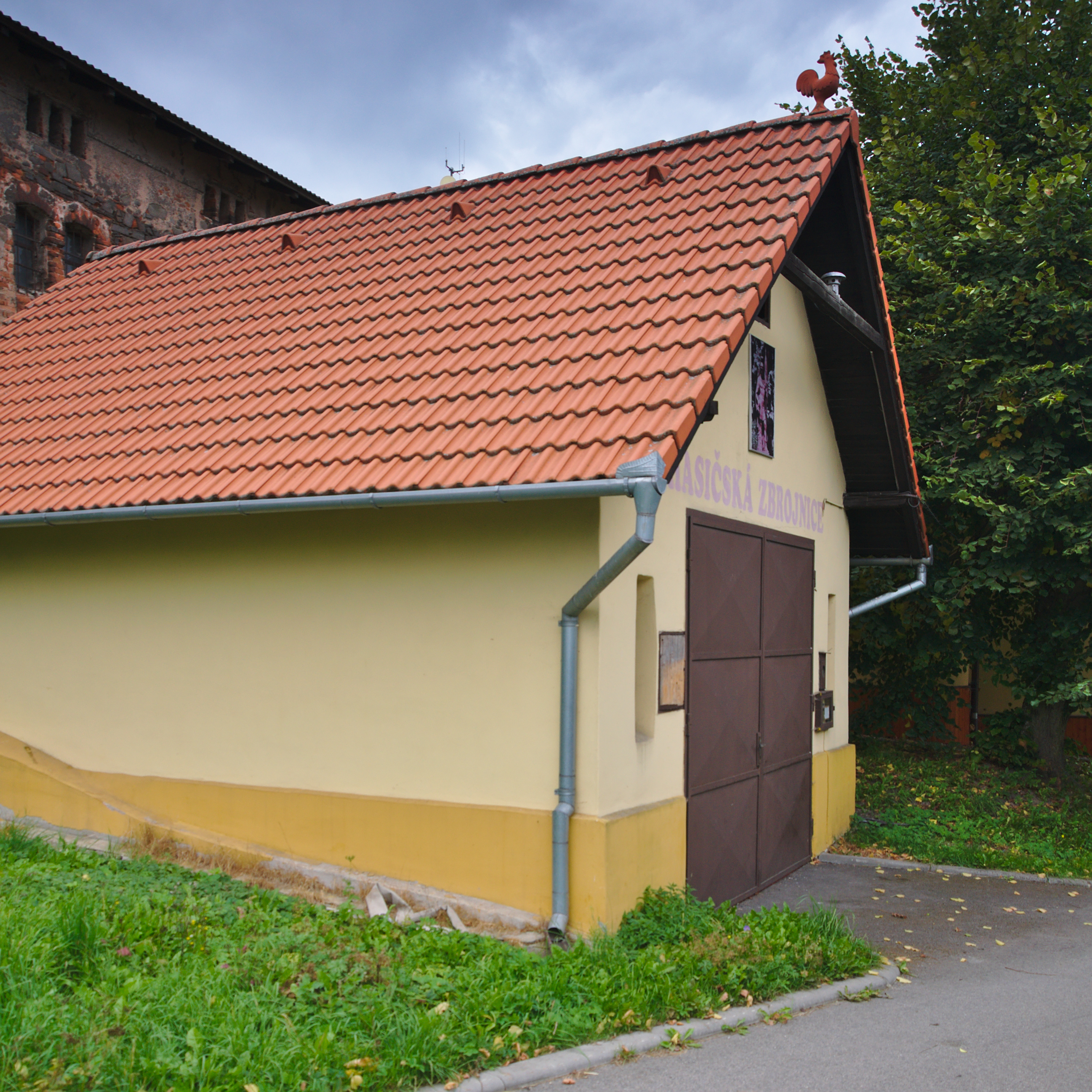
Hasičská zbrojnice
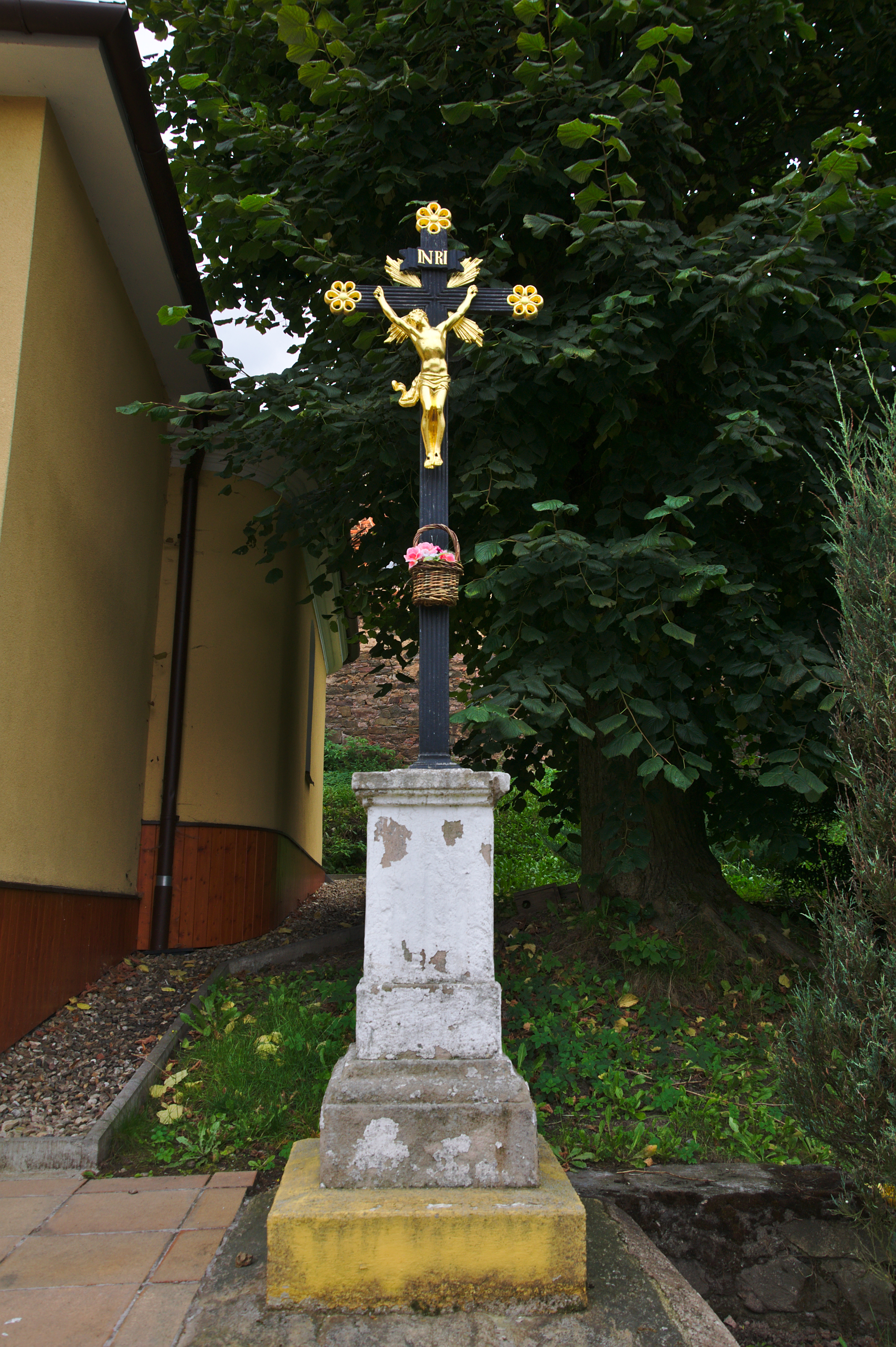
Kříž vedle kaple
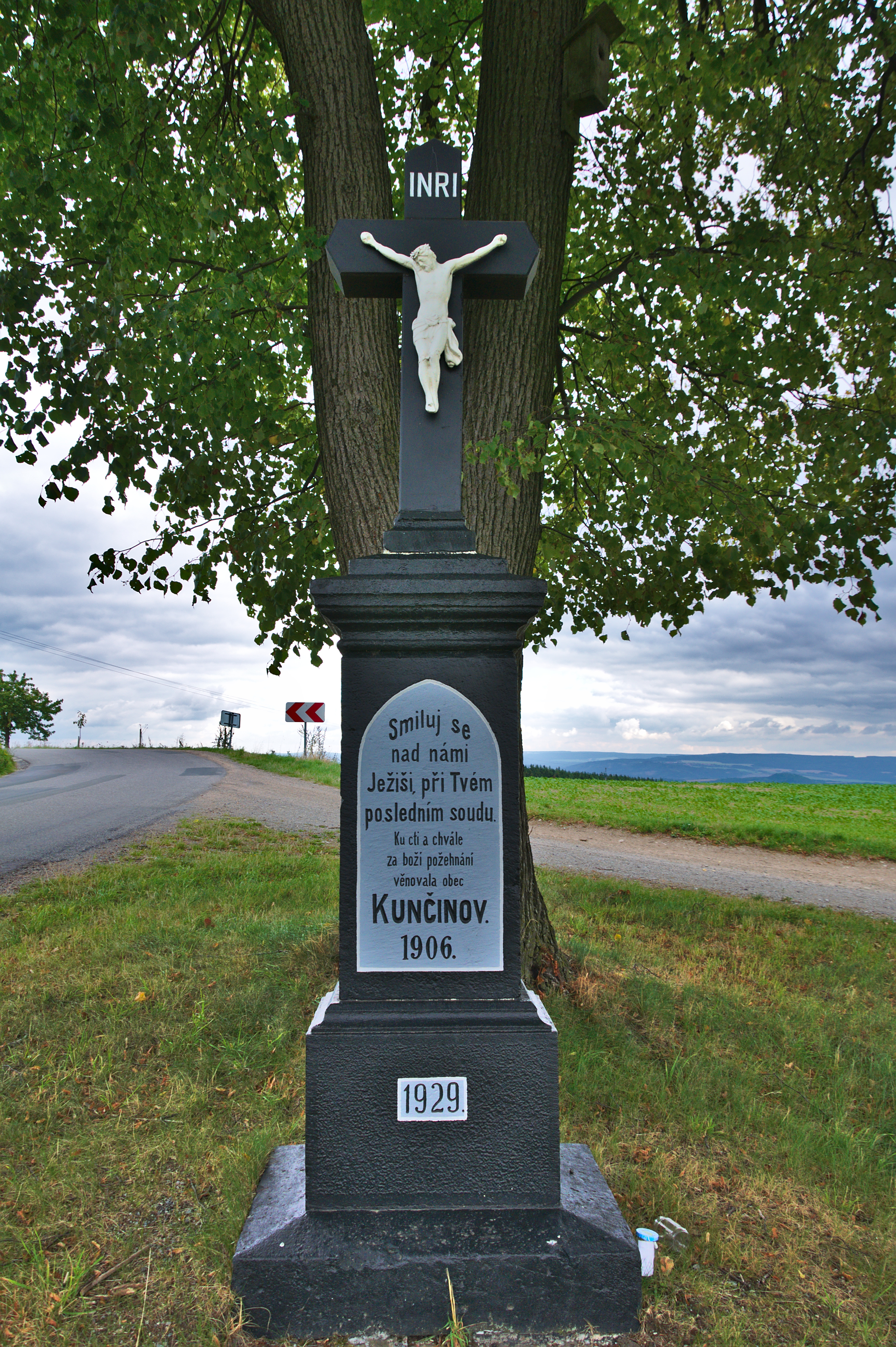
Kříž severně od obce
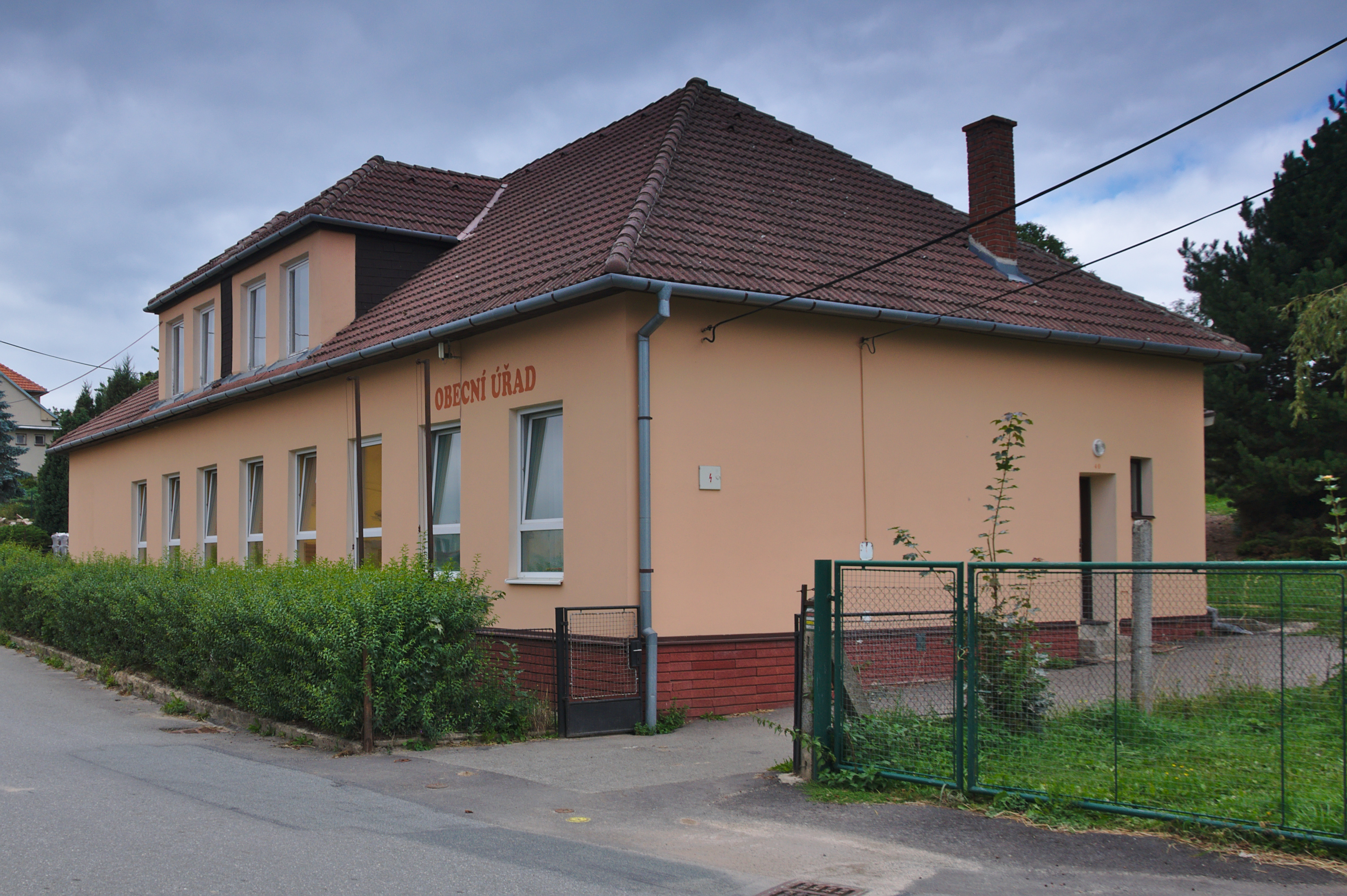
Obecní úřad